# داي جي. تورنر
داي جي. تورنر (بالإنجليزية: Day G. Turner)‏ هو عسكري أمريكي، ولد في 2 سبتمبر 1921 في بيرويك في الولايات المتحدة، وتوفي في 8 فبراير 1945.

## معرض صور

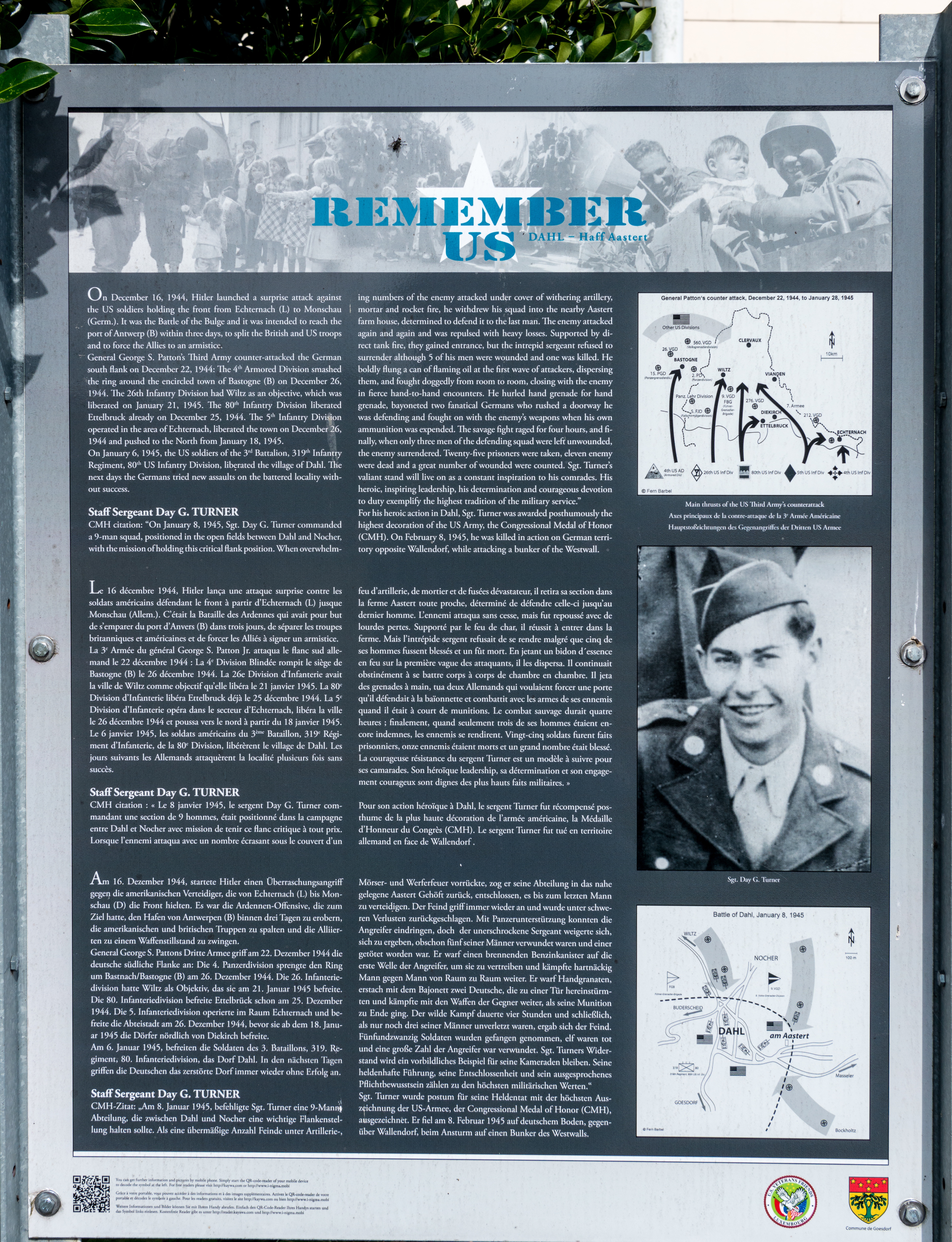
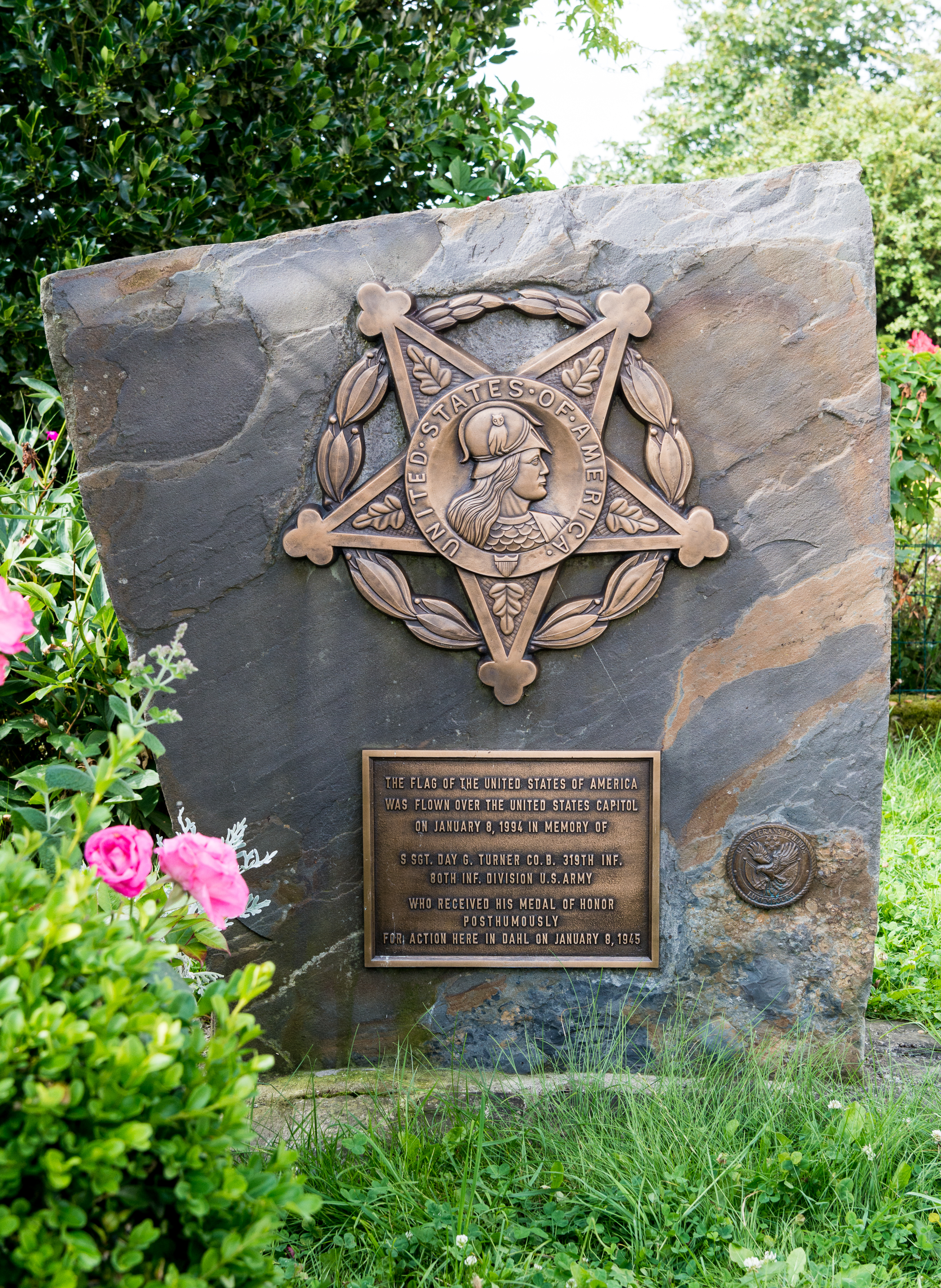
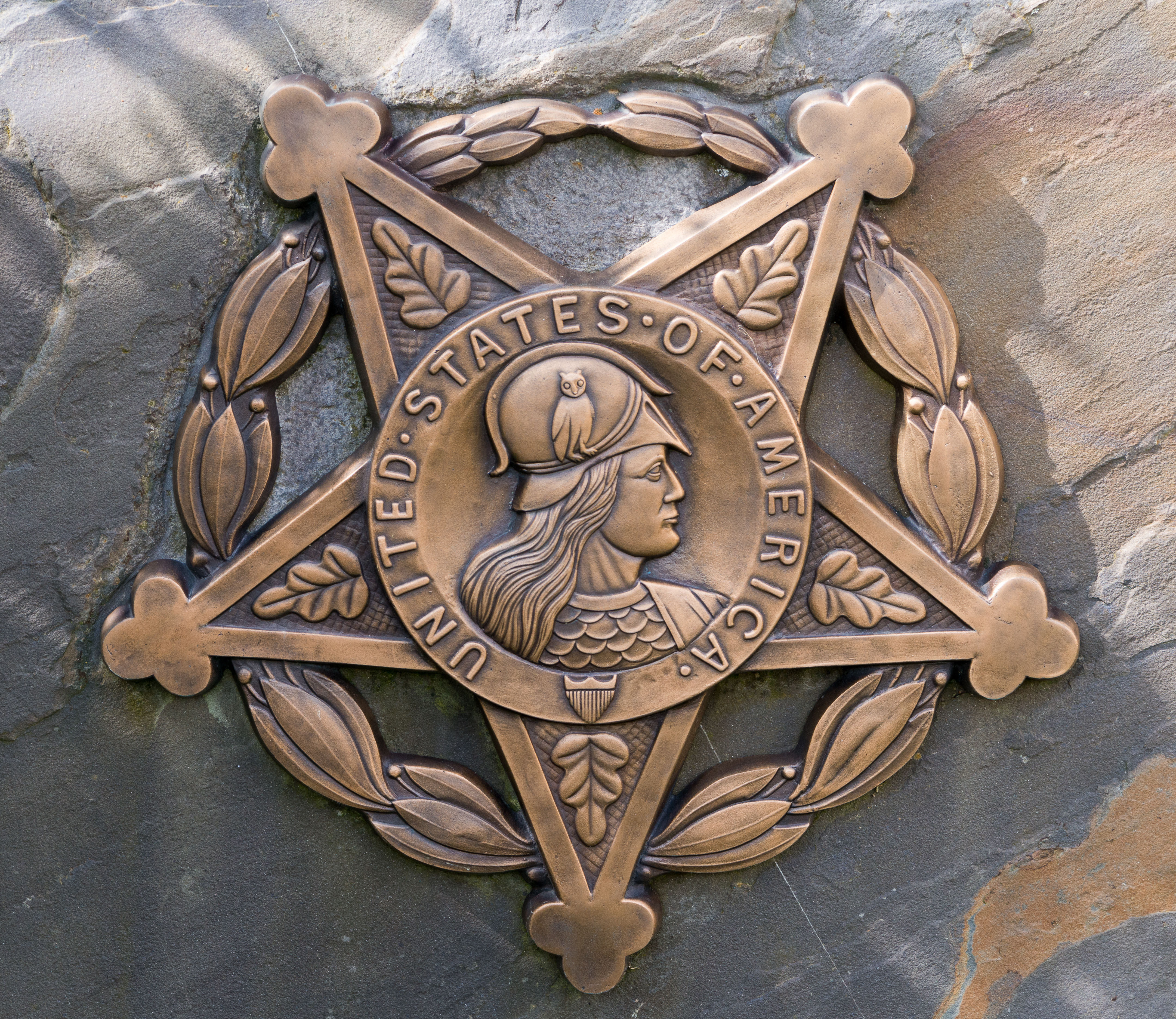
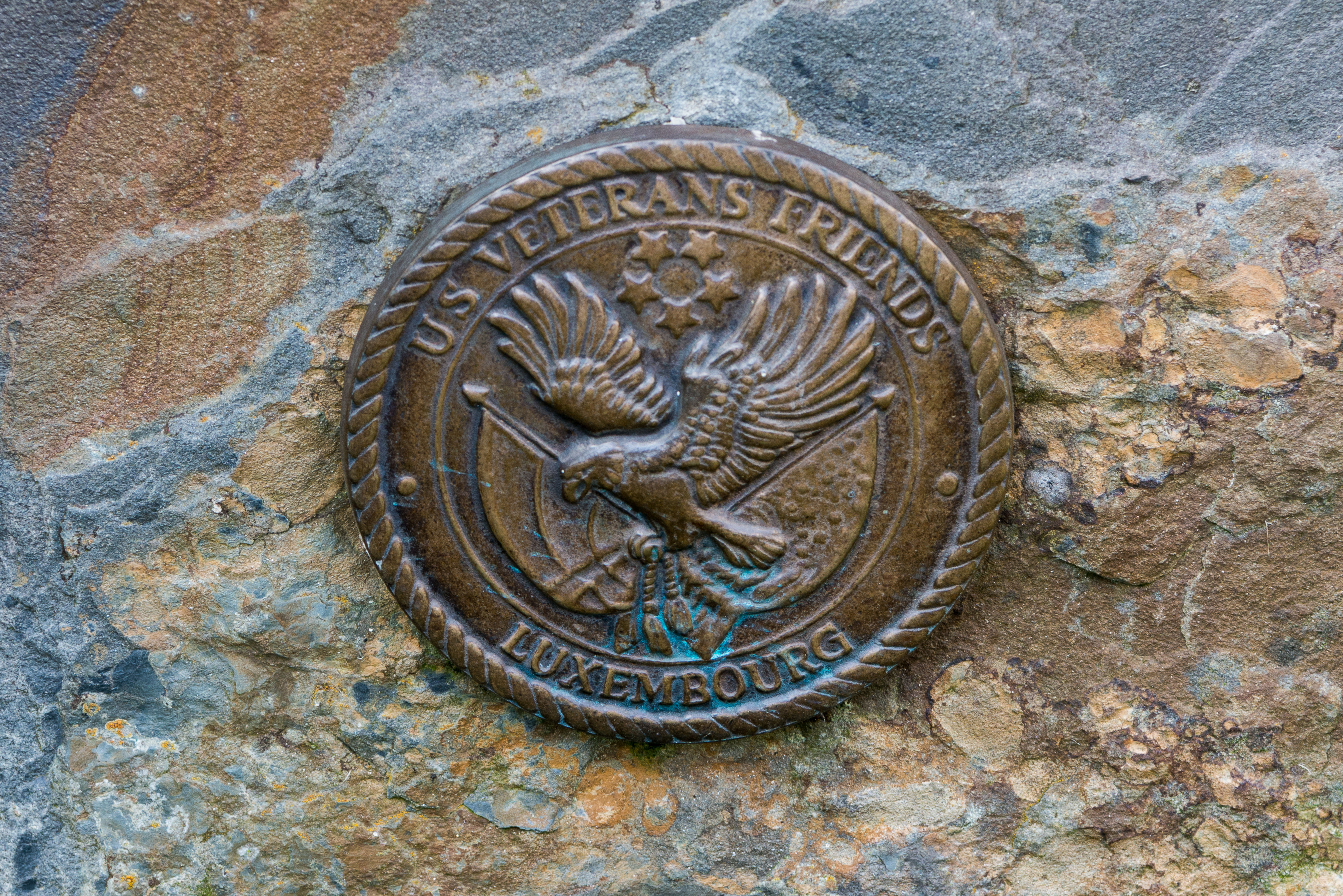
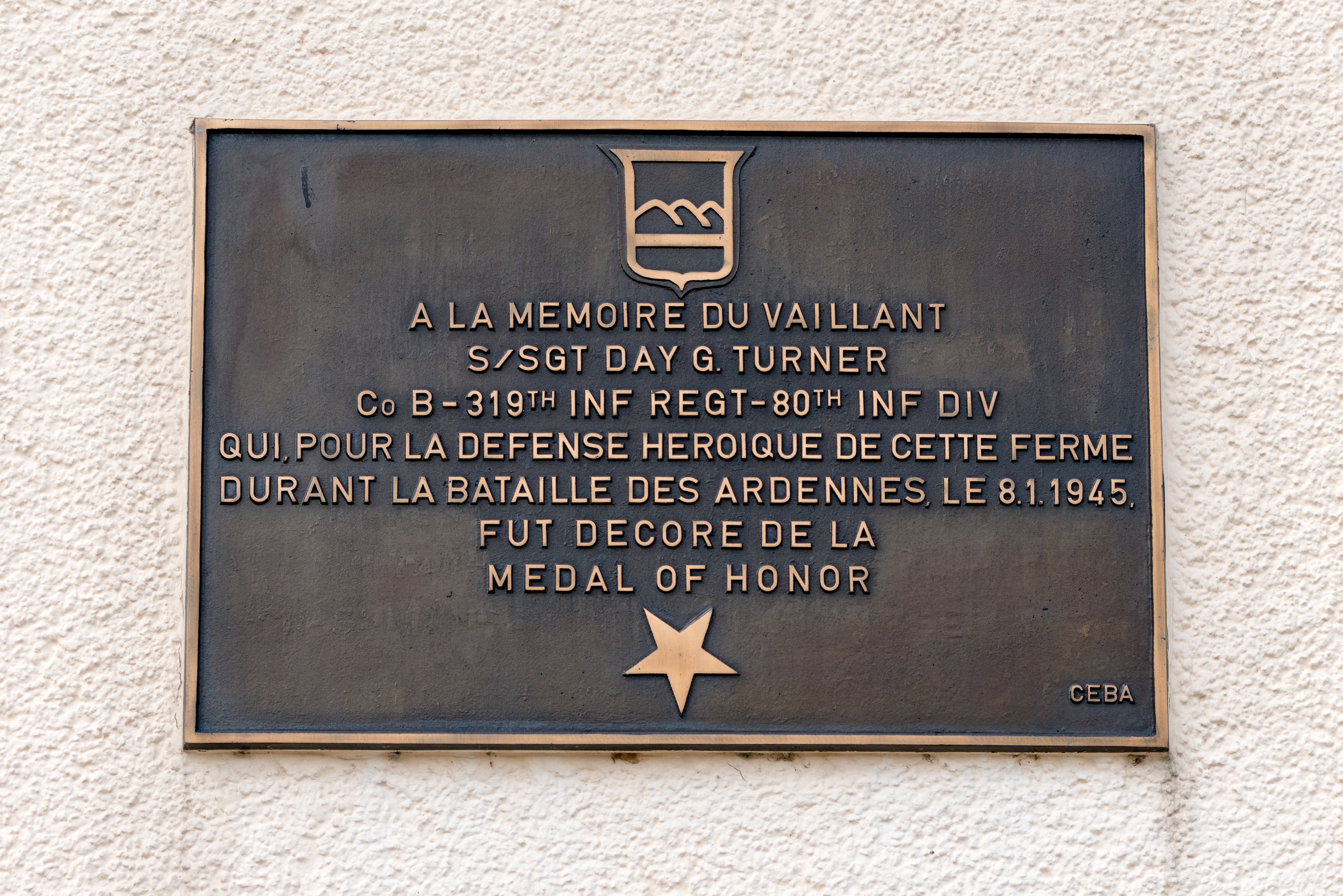
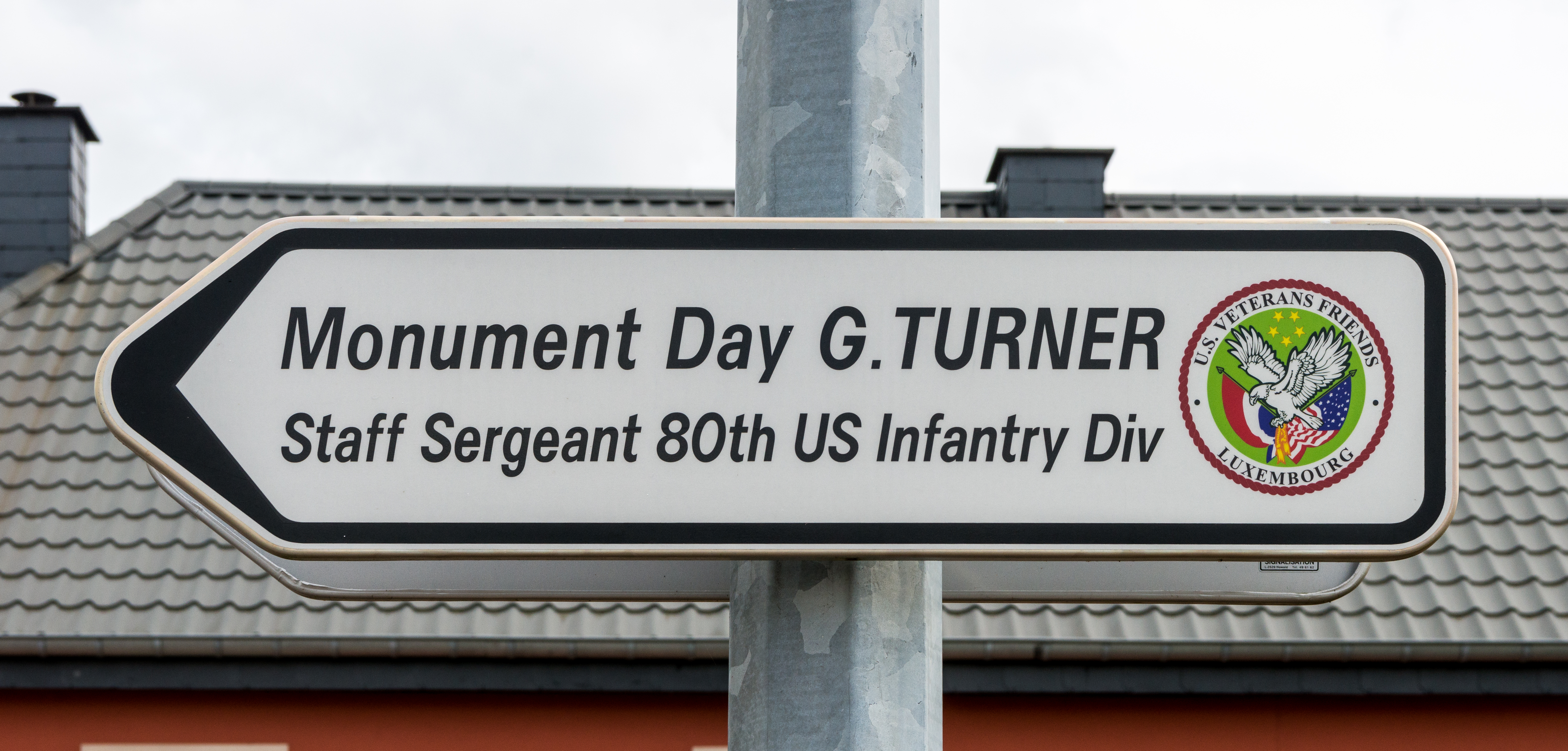